# Кинстон (Северная Каролина)
Кинстон (англ. Kinston) — крупнейший город и административный центр (столица) округа Ленор в штате Северная Каролина в Соединённых Штатах Америки.
Согласно результатам переписи населения США, проведённой в 2020 году, число жителей города составляло 19 900 человек, что, для такого небольшого населённого пункта, существенно меньше (— 8,2%), чем было во время предыдущей переписи прошедшей в 2010 году (21 677 человек).

## История
В доколумбову эпоху на этих землях жили коренные американцы из народа ноусиок.
Город был основан актом Генеральной ассамблеи Северной Каролины в декабре 1762 года. В 1833 году Кинстон ненадолго стал называться «Касуэлл» в честь губернатора Касвелла, но название Кинстон было восстановлено уже в следующем году.
В декабре 1791 года Генеральная Ассамблея приняла закон об упразднении округа Доббс и образовании округов Ленор и Глазго (ныне Грин). Тогда же Кинстон был назначен административным центром округа Ленор.
В январе 1849 года поселение было инкорпорировано и включено в реестр штата, благодаря чему некорпоративное сообщество Кинстон официально получило статус города («Сity of» / «Town of»).
14 декабря 1862 года, в ходе Гражданской войны в США, здесь произошло сражение при Кинстоне.
В конце XIX века началось развитие новых отраслей промышленности, в частности, производства конных экипажей. Кинстон также стал крупным центром торговли табаком и хлопком. К началу XX века в Кинстоне ежегодно продавалось более 5 миллионов фунтов табака.
Исторический центр города и множество отдельных архитектурных объектов города были занесены в Национальный реестр исторических мест США, что привлекает множество туристов и существенно способствует наполнению городского бюджета.

## География
Кинстон расположен в районе атлантической прибрежной равнины Северной Каролины. Он расположен преимущественно на северо-восточном берегу реки Ньюз и к северо-востоку от географического центра округа Ленуар. Он находится в 42 км к востоку от Голдсборо, в 48 км к югу от Гринвилла и в 56 км к западу от Нью-Берна. Побережье Атлантического океана (близ города Эмералд-Айл) находится в 92 км к юго-востоку, а Роли, столица штата, — в 130 км к северо-западу.
В соответствии с данными указанными на сайте центрального статистического органа страны — Бюро переписи населения США, общая площадь города Кинстон составляет 48,1 км², из которых 0,5 км² или 0,95%, покрыто водной поверхностью.

## Климат
Согласно классификации климатов Кёппена, в Кинстоне влажный субтропический климат, сокращенно обозначаемый на климатических картах аббревиатурой «Cfa». По данным представленным Национальной метеорологической службой США, самая высокая температура, зарегистрированная в Кинстоне, составляла 103 °F (39,4 °C) 20 июля 1977 года и с 20 по 22 августа 1983 года, а самая низкая −2 °F (−18,9 °C) 21 января 1985 года.